# Wing (zangeres)
Wing, artiestennaam van Tsang, Wing Han (曾詠韓), is een Nieuw-Zeelandse zangeres van Hongkongse afkomst. Met haar unieke stijl is ze te gast geweest in verschillende televisieprogramma's, waaronder SportsCafe, Rove Live, The Annoying Music Show. De aflevering Wing van South Park is aan haar gewijd.
Ze heeft zingen als hobby genomen na haar emigratie naar Nieuw-Zeeland. Ze vond een publiek in patiënten in tehuizen en ziekenhuizen in en rond Auckland. Dit leidde tot haar debuutalbum Phantom of the Opera met de titelsong van die musical en een aantal andere populaire deuntjes. Hierbij wordt ze nauwelijks gehinderd door typische muzikale conventies rond toonhoogte en ritme. Ze wordt begeleid door een geprogrammeerde synthesizer.
Wing maakt deel uit van een traditie van succesvolle "slechte zangers" zoals Florence Foster Jenkins en Mrs. Miller. Ondanks enige vernietigende recensies gaat ze door met optreden en het opnemen van haar in eigen beheer uitgegeven albums.

## South Park
In de derde aflevering Wing van het negende seizoen van South Park is zij de vrouw van Tuong Lu Kim die hij door de Chinese Maffia naar Amerika laat smokkelen. Hij laat het "delicate bloempje" door het impresariaat Super Awesome Talent Agency vertegenwoordigen dat gedreven wordt door Stan Marsh, Eric Cartman, Kyle Broflovski en Kenny McCormick. Nadat het winnen van American Idol een illusie blijkt, krijgt ze een optreden in The Contender met Sylvester Stallone, waar ze in een boksring in elkaar geslagen wordt terwijl ze stug doorgaat met het zingen van Fernando. Stallone wil graag dat ze op de bruiloft van zijn zoon zingt, maar de Chinese Maffia ontvoert haar. Het Super Awesome Talent Agency bevrijdt haar, weet de misdaadorganisatie te bekeren en zweert zelf ook de mensenhandel af. Op de bruiloft zingt ze het lied Sing.
Wing spreekt niet en voor haar optredens is materiaal van haar CD's gebruikt.

## Discografie
- Phantom of the Opera
- I Could Have Danced All Night
- The Sound of Music and the Prayer
- Wing Sings The Carpenters
- Wing Sings All Your Favourites
- Everyone Sings Carols with Wing
- Wing Sings the Songs You Love
- Beatles Classics by Wing
- Dancing Queen by Wing
- Wing Sings AC/DC
- Wing Sings Elvis
- Breathe
- Wing Sings More AC/DC
- Beat It